# Alvin Peterson Hovey
Pour les articles homonymes, voir Hovey.
Alvin Peterson Hovey (6 septembre 1821 – 23 novembre 1891) est un général de l'Union au cours de la guerre de Sécession, un juge de la  cour suprême de l'Indiana, membre du congrès, et  21e gouverneur de l'Indiana de 1889 à 1891. Pendant la guerre, il joue un rôle important sur le théâtre occidental, obtenant une haute admiration de Grant, et découvre un complot pour un soulèvement dans l'Indiana. En tant que gouverneur, il lance plusieurs défis juridiques pour retirer du pouvoir à l'assemblée générale de l'Inidiana, mais échoue surtout. Il a plaidé avec succès la réforme électorale avant son décès au cours de son mandat.

## Avant la guerre

### Famille et contexte
Alvin Peterson Hovey naît à Mount Vernon, dans l'Indiana, le 6 septembre 1821, fils d'Abiel et Francis Hovey. Sa mère meurt alors qu'il est un jeune garçon, et son père meurt quand il a quinze ans, le laissant orphelin. Sa jeunesse se déroule dans la pauvreté, et après avoir été envoyé dans un orphelinat à la suite de la mort de son père, il reçoit une éducation de base avant d'atteindre l'âge de dix-huit ans. Hovey veut devenir avocat, et travaille comme maçon le jour, et étudie le droit la nuit dans le cabinet de John Pitcher, un procureur de Mount Vernon en 1840. Après plus de trois années d'études dans le cabinet, il est admis au barreau en 1843 et ouvre son propre cabinet.
Hovey est propulsé dans l'actualité de l'État, en 1849, quand il est nommé pour superviser la succession du défunt William McClure. McClure a été un riche idéaliste qui a été l'un des cofondateurs de la colonie utopiste qui n'a pas réussi de New Harmony en Indiana. Dans son testament, il a ordonné que ses biens soient vendus et que le produit de la vente soit utilisé pour financer la construction de bibliothèques. Ses deux frères ont déjà saisi une grande partie de ses biens, les ont vendus, et pris la fuite avec les fonds. Posey dépose plus d'une soixantaine de plaintes pour récupérer les biens de la succession, et utilise les produits à l'usage prévu. La succession finance avec succès l'ouverture de 160 bibliothèques dans l'Indiana et l'Illinois. Le cas a une importante couverture de presse autour de l'Indiana, et Hovey obtient une popularité considérable grâce à son succès. Il rencontre et épouse sa femme Mary Ann en 1844, et le couple aura cinq enfants. Seulement deux des enfants survivent à la petite enfance.

### Constitutionnalistes
Hovey est élu en tant que démocrate, pour servir en tant que délégué en 1850 pour aider à créer une nouvelle constitution de l'État de l'Indiana. Hovey soutient les réformes de l'éducation et gouvernementales de la constitution, tout en étant moteur dans certains des aspects les plus critiqués de la constitution. Il s'oppose à l'extension du suffrage aux femmes et aux noirs, et propose d'ajouter un article à la constitution pour interdire les noirs libres de l'Indiana. Sa proposition est acceptée parce qu'elle est considérée comme une punition pour les États du sud, qui sont tenus de prendre soins des noirs émancipés. Il s'oppose aussi aux réformes relatives à la faillite, arguant que ce serait accorder trop de protection aux créanciers, et encourager la paresse. La constitution est approuvée par le public, mais les parties anti-noires sont jugées inconstitutionnelles par la cour suprême des États-Unis, deux ans plus tard.
En 1854, Hovey est nommé par le gouverneur Joseph A. Wright pour combler une vacance au sein de la cour suprême de l'Indiana jusqu'à la tenue d'une élection. Au moment de sa nomination, il a 34 ans, faisant de lui le plus jeune juge dans l'histoire de la cour. Il est aussi le seul délégué constitutionnel à se faire l'interprète d'un document qu'il a lui-même aidé à écrire. Sa décision la plus importante est de voter pour abolir les lois fiscales créées par certaines municipalités pour augmenter le financement de leurs écoles. Sa décision déclare que la constitution oblige un financement uniforme de toutes les écoles de l'État. Il fait campagne pour être élu à la cour suprême, mais est battu après ayant servi seulement six mois à la cour.
En 1855, Hovey est nommé par le président des États-Unis Franklin Pierce pour servir en tant que procureur des États-Unis pour l'Indiana. Le parti démocrate de l'État est dans une période de problèmes internes sur la question de l'esclavage. La faction pro-esclavagiste, dirigée par Jesse D. Bright, expulse de nombreux membres anti-esclavagistes du parti, y compris Hovey au cours de la convention de l'État de 1858. Bright est en mesure d'influencer le président James Buchanan pour retirer Hovey de son poste en raison de sa position. Hovey répond en concourant à l'élection pour le congrès contre le démocrate William E. Niblack en tant qu'indépendant, mais est battu par une grande marge. Hovey rejoint ensuite le parti républicain, avec de nombreux autres démocrates expulsés.

## Guerre de Sécession

### Lignes de front
Immédiatement après le déclenchement de la guerre de Sécession, en 1861, Hovey est nommé colonel et organise le premier régiment de la légion de l'Indiana, une milice qui est utilisée pour défendre l'État pendant la guerre. Peu de temps après, il est nommé colonel du 24th Indiana Infantry. Son régiment est rapidement envoyé sur les lignes de front où il le conduit lors de la bataille de Shiloh en 1862. Il reste avec les éléments avancés de la principale armée occidentale de l'Union, et est promu brigadier général des volontaires des États-Unis. Pendant le siège de Corinth, il commande la première brigade de la troisième division de Lew Wallace. Hovey commande brièvement le district de l'Arkansas oriental au cours de l'automne de 1862, mais retourne au commandement de la brigade de l'armée du Tennessee en 1863. En janvier, il reçoit le commandement de la douzième division du XIIIe corps. Il mène sa division lors de la bataille de Champion Hill plus tard dans l'année, de obtenant des louanges du général Ulysses S. Grant.
Il mène de nouveau sa division lors du siège de Vicksburg, brisant le contrôle confédéré sur le fleuve Mississippi. Grant fait de nouveau l'éloge d'Hovey comme la clé du succès du siège. Peu de temps après la bataille, il apprend la mort de sa femme, et retourne chez lui pour organiser la garde de ses enfants. Sa mort attriste profondément Hovey qui récupère lentement émotionnellement. Il revient brièvement sur le front en 1864, dans la première division du XXIIIe corps au cours de la campagne d'Atlanta. En août 1864, la première division est dissoute et ses régiments dispersés dans les autres divisions du XXIIIe corps. Hovey, sans commandement, retourne de nouveau chez lui. Pendant le reste de la guerre, il est commandant du district militaire de l'Indiana. Il démissionne de l'armée de l'Union, le 7 octobre 1865.

### Fils de la Liberté
De retour dans l'Indiana, le gouverneur Oliver P. Morton place Hovey au commandement de l'armée Régulière et des unités des légions de l'Indiana dans l'État. Sa tâche principale est de superviser le recrutement et de maintenir les activités anti-gouvernementales sous contrôle. Pour accomplir la tâche, Hovey lève une division de dix mille soldats, mais n'accepte que des hommes célibataires. En raison du jeune âge de la plupart de ses soldats, sa division est surnommée les « bébés d'Hovey ». Ses recherches mettent au jour un réseau de sympathisants sudistes connus comme les fils de la liberté et les chevaliers du cercle d'or. Il allègue que le groupe a des plans secrets pour un soulèvement à Indianapolis en août 1864. Pour prévenir le complot, il fait arrêter des dizaines de suspects et les traduit devant des tribunaux militaires pour être jugés. Plusieurs sont condamnés à la pendaison, mais leur sentence est commuée en prison à vie. Après la guerre, la cour suprême des États-Unis statue l'inconstitutionnalité des procès dans le cas de l'ex parte Milligan.
Après la fin de la guerre, Hovey est breveté major général avant de démissionner de l'armée. Ensuite, il se remarie à Rosa Alice, la belle-fille de Caleb B. Smith, en 1865. Il est ensuite nommé ambassadeur au Pérou et y part. Juste avant son départ, sa femme tombe malade et meurt. Au cours de son séjour au Pérou, le pays est constamment en guerre avec ses voisins et sujet à une révolution violente. Hovey passé une bonne partie de son temps à essayer de déterminer qui est à la tête du pays, un jour donné. En 1870, il démissionne de son poste et retourne à Mount Vernon, où il reprend sa pratique du droit.

## Gouverneur

### Clash de l'assemblée générale
En 1872, le parti républicain choisit le nom d'Hovey pour être candidat à l'élection de gouverneur, mais il refuse, affirmant qu'il en a terminé avec la politique. Pendant les quatorze ans suivants, il poursuit l'exploitation de son propre cabinet privé jusqu'en 1886, où il est nommé être candidat au Congrès et accepte. Il bat son adversaire démocrate J. E. McCullough par 18 258 voix contre 16 907. Deux ans plus tard, il est nommé pour être candidat à l'élection de gouverneur de l'Indiana. Benjamin Harrison est candidat à la présidence cette année et est très populaire dans l'état. Malgré sa popularité du ticket du parti, il remporte pratiquement l'élection, en battant le démocrate Courtland C. Matson par 49% des voix contre 48,6%, et les démocrates conservent la majorité dans les deux chambres de l'assemblée générale de l'Indiana. À l'âge de soixante-huit ans, Hovey devient l'homme le plus âgé jamais élu gouverneur, jusqu'à ce moment.
Dans la dernière année du mandat du prédécesseur d'Hovey, le gouverneur Albert G. Portier, l'assemblée générale adopte une série de lois affaiblissant les pouvoirs du gouverneur. La législature poursuit l'agenda, en grande partie différent de celui du gouverneur, et passe outre la plupart de ses droits de veto symboliques pour l'adopter. Hovey tente de récupérer une partie de la puissance prise par la législature en portant beaucoup de ses lois récentes pour les tribunaux. Elles ont retiré tous les pouvoirs de nomination du  gouverneur, et la cour suprême de l'Indiana se prononce en faveur de l'assemblée législative en la matière. Dans un autre cas où l'assemblée a créé des comités d'État pour diriger la police, les pompiers et d'autres départements à l'échelon local, retirant leur contrôle aux gouvernements locaux contrôlés par les républicains, les tribunaux se déclarent en faveur d'Hovey et déclarent ces lois inconstitutionnelles. Dans un combat pour déterminer qui a le droit de nommer les chefs de département nouvellement créés, la cour se prononce à la fois contre l'assemblée et contre le gouverneur, en précisant que, comme toutes les autres départements, les chefs doivent être élus lors d'une élection générale.

### Réformes
Le seul point qu'Hovey est en mesure de passer à l'assemblée générale est la réforme électorale. L'État lors plusieurs cycles d'élections a été victime de graves fraudes électorales, et a parmi les règles électorales les moins restrictives de la nation. Les partis créent leurs propres bulletins de vote, et sont responsables, y compris pour leurs adversaires de leur bulletin de vote. Cela a conduit à beaucoup de ruse de la part des partis qui ont conçu délibérément leur bulletin de vote de manière à augmenter la probabilité que les électeurs choisissent leur candidat, même accidentellement. L'achat des voix est également devenu banal ; ce qui a abouti à un scandale national lors de l'élection de Benjamin Harrison. La réforme mise en œuvre met en place le vote à bulletin secret, normalise les bulletins de vote, impose plus de surveillance dans les bureaux de vote, et donne la responsabilité de la création des bulletins de vote à l'État.
Hovey fait campagne sur la façon de traiter avec les groupes de la casquette blanche opérant dans le sud de l'Indiana. Les groupes d'autodéfense ont effectué plusieurs lynchages, y compris le gang de Reno, et ont réalisé d'autres formes justice d'autodéfense, en particulier dans les comtés d'Harrison et de Crawford. Ils infligent souvent des châtiments corporels pour les hommes, qui sont soupçonnés de ne pas prendre soin de leur famille, les criminels locaux, et les alcooliques. Hovey lancent des enquêtes dans les groupes, et fait connaître son intention de mettre fin à leurs organisations. Bien qu'aucune arrestation ne soit faite, la menace conduit à une diminution significative et finalement à la fin de leurs activités.

## Mort
En 1891, Hovey tombe malade et décède le 23 novembre 1891, et le lieutenant-gouverneur Ira Joy Chase lui succède. Le corps d'Hovey est exposé à Indianapolis avant que ses restes soient envoyés vers sa ville natale pour les funérailles. Il est enterré dans le cimetière de Bellefontaine près de Mount Vernon, dans l'Indiana.

## Histoire électorale
| Élection de gouverneur de l'Indiana, 1888 | Élection de gouverneur de l'Indiana, 1888 | Élection de gouverneur de l'Indiana, 1888 | Élection de gouverneur de l'Indiana, 1888 |
| ----------------------------------------- | ----------------------------------------- | ----------------------------------------- | ----------------------------------------- |
| Parti                                     | Candidat                                  | Voix                                      | %                                         |
| Républicain                               | Alvin P. Hovey                            | 281 752                                   | 49                                        |
| Démocrate                                 | Courtland C. Matson                       | 280 603                                   | 48,8                                      |
| Prohibition                               | JS Hughes                                 | 9 920                                     | 2,2                                       |